# Zákon o posuzování vlivů na životní prostředí
Zákon o posuzování vlivů na životní prostředí je základním právním předpisem, který v České republice určuje, jakým způsobem se budou posuzovat záměry (především stavby), které mohou mít vliv na životní prostředí a veřejné zdraví. Byl přijat v rámci harmonizace českého právního systému s právem Evropské unie a vychází ze směrnice Rady evropských společenství z roku 1985 (85/337/EHS).
Posuzování vlivů na životní prostředí bylo součástí českého právního řádu už od roku 1992, nejdříve ve stručnější formě jako součást zákona č. 17/1992 Sb., o životním prostředí, později jako samostatný zákon České národní rady č. 244/1992 Sb., o posuzování vlivů na životní prostředí.
Novely: č. 93/2004, 163/2006, 186/2006, 216/2007, 124/2008, 223/2009, 227/2009, 436/2009 Sb.
Úplné znění: č. 49/2010 Sb.
Prováděn předpisy: č. 457/2001, 353/2004 Sb.